# Halbleiterwerk Frankfurt (Oder)
VEB Halbleiterwerk Frankfurt (Oder) (w skrócie VEB HFO lub VEB HWF) – największy producent mikroelektroniki w Niemieckiej Republice Demokratycznej, działający we Frankfurcie nad Odrą od 1 stycznia 1959.

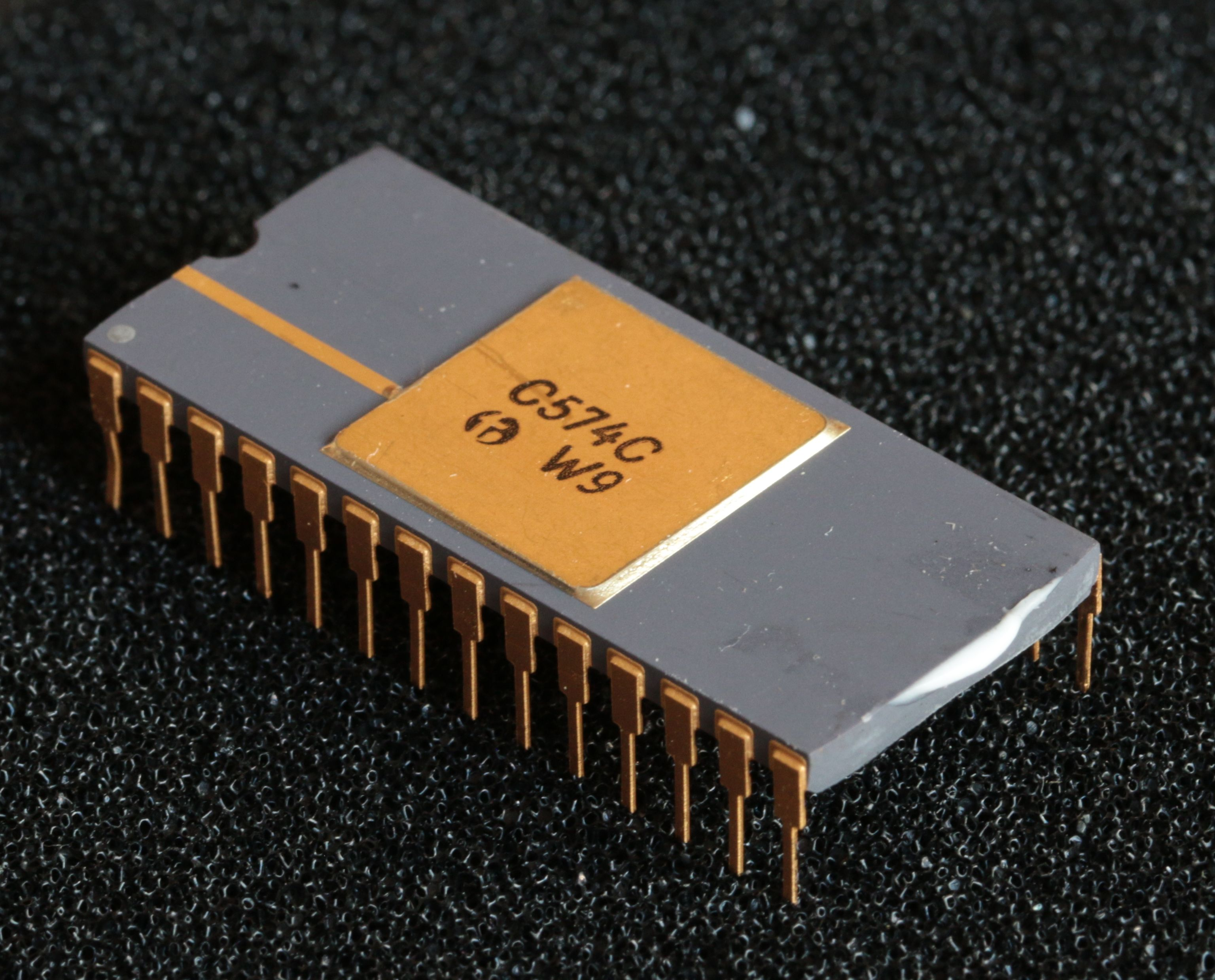
C574C 12-bitowy ADC odpowiednik AD574

## Działalność
Zakład produkcyjny początkowo znajdował się w centrum miasta, jednak już w 1961 przeniesiono go do Markendorf, przy południowo-zachodnim krańcu miasta (obecnie dzielnica Frankfurtu nad Odrą). Od 1978 należał do Kombinat Mikroelektronik Erfurt.
Do 1989 liczba pracowników wzrosła do 8000. Z chwilą zjednoczenia Niemiec zakład nie wytrzymał zachodnioniemieckiej konkurencji i został zamknięty.